# Porchiano (Ascoli Piceno)
Porchiano (Prëcchià in dialetto ascolano) è una frazione del comune di Ascoli Piceno, in provincia di Ascoli Piceno, nelle Marche. Fino al 1866, anno della soppressione, era un comune autonomo, con il nome di Porchiano dell'Ascensione. La frazione è situata nel versante sud-orientale del Monte Ascensione e confina con la frazione Colonnata.
Il piccolo paese si sviluppa al di sotto di una ripida rupe argillosa, al di sopra della quale anticamente sorgeva una potente rocca, oggi non più esistente.

## Geografia fisica
Il paese è posto tra il torrente Chiaro Morto ed il fosso di Bretta, su di un ripido crinale che cade a strapiombo sul fosso denominato fosso di Porchiano. Il paesaggio è caratterizzato e dominato dalle tipiche formazioni della zona, i calanchi, che rendono il panorama particolarmente interessante. Nonostante l'ambiente aspro e brullo, sono presenti nella zona fertili campi coltivati, uliveti e vigneti. La piccola strada che porta al paese è a rischio frane e smottamenti, poiché passa su di uno stretto e pericoloso crinale, la cui stabilità viene ogni anno minata dalle piogge e dalle intemperie.

### Lago di Porchiano
Lungo il torrente Chiaro Morto, a valle dell'abitato di Porchiano, in seguito ai forti rovesci verificatisi nel novembre 2013 si è formato un nuovo lago naturale di circa 4-5 ettari di estensione. Insieme al Lago di Pilato rappresentano dunque gli unici laghi naturali delle Marche di considerevole estensione. Il lago nel giro di poco tempo ha attirato specie di volatili, come il Germano reale, la Gallinella d'acqua e il Tuffetto comune, e anfibi come rane, raganelle e rospi.

## Storia
Nel territorio a sud di Porchiano, in località Cresima, è stato rinvenuto un cippo miliare di età repubblicana (II secolo a.C.) che, oltre ad essere la più antica iscrizione romana dal territorio ascolano, testimonia che ai tempi della romanizzazione del Piceno, dalla Salaria si diramava un diverticolo intervallivo che dalla zona urbana di Ascoli Piceno risaliva i crinali posti nel settore a sud-est del Monte Ascensione, oltrepassato il quale doveva immettersi nei territori posti più a nord, forse alla volta di Fermo o in relazione al santuario di Monte Rinaldo.
Il castello di Porchiano nacque più tardi per controllare i confini settentrionali dei domini ascolani. A partire dal XII secolo viene frequentemente citato nelle bolle imperiali come feudo appartenente ai vescovi di Ascoli. Porchiano con la sua alta e ripida rocca veniva considerato uno dei capisaldi dello Stato Ascolano, a difesa dei confini settentrionali.
A Porchiano, secondo la tradizione cristiana, avvenne anche un miracolo. Una donna di nome Giovanna, che abitava nel castello di Porchiano, un giorno fu sorpresa da un forte terremoto mentre era intenta a prendere l'olio. Ella, disperata, invocò l'aiuto di sant'Emidio, santo patrono di Ascoli e protettore dei terremoti. Si racconta che per aiuto del santo, le travi che cadevano dal piano superiore rimasero sospese nell'aria senza ferire in nessun modo la donna, seppur ricoperta di cementi e calcinacci. Ella dopo quanto accaduto si recò ad Ascoli presso l'altare del santo per ringraziare il Protettore.
La crescita economica e demografica del castello e del borgo di Porchiano si arrestò improvvisamente nel 1528, quando le truppe francesi del marchese di Lautrec, che si dirigevano a Napoli per assediarla, si fermarono a Porchiano per accamparsi. La popolazione locale si rifiutò di accogliere i francesi, e gli abitanti per schernirli appesero dei gatti miagolanti sulle mura della rocca. I francesi adirati misero a ferro e fuoco il paese, gettando molti uomini dalle alte mura del castello, lo stesso podestà fu ucciso. Il castello ed il borgo furono distrutti. Per molti anni il paese di Porchiano fu esonerato dal pagamento dei tributi per favorire la ricostruzione del borgo e della rocca. Ma il declino del paese continuò nei secoli, grazie anche alle numerose frane che devastavano lo sperone su cui poggiava la rocca, cancellando tutto ciò che era stato ricostruito.
Dalla relazione della visita pastorale del vescovo ascolano Nicolò Aragona, avvenuta tra il 1580 ed il 1581, si apprende che nel paese era già stata istituita la Confraternita del Corpus Domini.
Probabilmente tra il XVI ed il XVII secolo fu costruita al di sotto della rocca la chiesa di San Michele Arcangelo, ancora oggi esistente.
Nel 1829, nei documenti statistici dello Stato Pontificio, viene definito come un piccolo paese posto su di un colle, costituito da pochi e malfatti fabbricati, i cui 304 abitanti sono dediti principalmente alla coltivazione del grano e alla raccolta delle ghiande.
Nel 1861 diviene comune del neo-costituito Regno d'Italia, con il nome di Porchiano d'Ascoli, poi modificato in Porchiano dell'Ascensione. Nel censimento del 1863 viene riportato che l'intero comune di Porchiano possiede 346 abitanti, risultando uno dei più piccoli delle Marche. Nel 1866 il comune viene ufficialmente soppresso e il suo territorio viene annesso a quello del comune di Ascoli Piceno, di cui ora è frazione.

## Geografia antropica
Oggi al di sopra della rupe non è più visibile l'antica rocca, per via delle continue frane e dell'erosione che con il passare del tempo ha cancellato quasi ogni traccia dell'antico castello. Rimangono solo poche tracce di muretti e pietre diroccate. 
Al di sotto della rupe invece si sviluppa l'attuale paese di Porchiano, che si suddivide in 3 nuclei, il primo sorge in alto, dove la rupe degrada verso nord, ed è quasi spopolato e ridotto in macerie, il secondo nucleo si sviluppa intorno alla chiesa di San Michele Arcangelo, ed è tutto sommato ancora ben mantenuto, fatto di poche case antiche, il terzo nucleo si trova lungo la strada che porta all'Ascensione, ed è composto da qualche casa di recente costruzione. Continuando verso l'Ascensione, subito dopo il terzo nucleo di case, vi è il piccolo cimitero di Porchiano.
Oltre al centro abitato, anche le campagne intorno al paese sono abitate, con qualche casa di campagna e qualche casolare. Secondo il censimento ISTAT del 2011 il paese conta 7 abitanti, mentre la campagna circostante 40 abitanti.
L'evoluzione demografica di Porchiano è in declino. Nel 1951 il paese contava una popolazione di ben 150 abitanti, oggi ridotta a meno di un terzo. Anche le campagne circostanti si sono spopolate, con molti antichi casolari rurali abbandonati e diroccati.
Il territorio dell'antico comune di Porchiano oltre al centro abitato e ai casolari di campagna circostanti comprendeva anche altre località abitate, Case Ischia e Cresima. Anche la parte più alta della zona di Colonnata ricadeva nel territorio dell'ex comune di Porchiano, con il nome di Colonnata alta. Collegata alla Frazione Porchiano vi è anche la località Cimagallo.

### Case Ischia
Nel territorio dell'antico comune di Porchiano sorgeva anche un secondo centro abitato chiamato Ischia, posto nei pressi del crinale a strapiombo sul fosso Ischia, affluente del Bretta. Dell'antico paese di Ischia non rimane più molto, se non qualche rudere e qualche casa rurale, che oggi costituiscono la piccola frazione di Case Ischia. Il continuo smottamento geologico dell'area dell'Ascensione ha provocato il lento e inesorabile declino del piccolo paese e dei casolari che ancora resistono nell'area, comportando uno spopolamento della zona. Nel 1951 ad Ischia vi erano circa 38 abitanti, nel 2014 solo 2. Il comune di Ascoli Piceno indica questa località con il nome di Frazione Ischia.

### Cresima
Piccolo gruppo di case tra Colonnata e Valle Fiorana, qui è stato rinvenuto l'antico miliario di Porchiano.

### Cimagallo
All'interno della Frazione Porchiano è inserita anche la località nota con il nome di Cimagallo, o anche più semplicemente Gallo. Tale località è costituita da poche case sparse poste alle pendici di un modesto colle noto come Colle il Gallo (466 m). Sebbene il paesaggio sia arido e brullo, anche qui non mancano uliveti, pascoli e campi coltivati. Sono presenti alcuni casolari rurali abbandonati e vecchi ruderi. Il comune di Ascoli Piceno indica questa località con il nome di Frazione Gallo. Nel 2014 la popolazione ammonta a 28 abitanti.